# Bergspitsmuis
De bergspitsmuis of Alpenspitsmuis (Sorex alpinus) is een Europese spitsmuis.

## Kenmerken
De soort heeft een geheel leigrijze tot zwarte vacht. Alleen zijn voeten zijn wit. Hij wordt 60 tot 75 millimeter lang en 5,5 tot 11,5 gram zwaar. Zijn staart is opvallend lang: net zo lang als zijn lichaamslengte. Deze gebruikt hij als balans en support bij het klimmen. Gemeten van de punt van zijn spitse snuit tot de punt van zijn staart is de bergspitsmuis daarmee de langste spitsmuis van Europa.

## Leefwijze
Bergspitsmuizen komen vooral voor in rotsachtige streken, als vochtige alpenweiden, heidevelden en naaldbossen, tussen de 200 en 3335 meter hoogte. Daar leeft hij in de buurt van beekjes, waar hij jaagt op slakken, pissebedden, insecten, regenwormen, spinnen, duizendpoten en larven. Ook eet hij aas.

## Voortplanting
Het voortplantingsseizoen is van mei tot oktober. In die tijd krijgt een bergspitsmuisvrouwtje 2 tot 3 worpen, met gemiddeld 5 tot 6 jongen per worp (maar kan variëren van 3 tot 9 jongen per worp).

## Verspreiding
Hij komt alleen voor in de alpenweiden van Zuid-Europese gebergten: de Alpen, Pyreneeën, Karpaten en de Balkan.